# Elaphria promiscua
Elaphria promiscua är en fjärilsart som beskrevs av Heinrich Benno Möschler 1890. Elaphria promiscua ingår i släktet Elaphria och familjen nattflyn. Inga underarter finns listade i Catalogue of Life.